# Revet, Lovisa
Revet är en udde i Finland. Den ligger i Lovisa stad i landskapet Nyland, i den södra delen av landet, 80 km öster om huvudstaden Helsingfors.
Terrängen inåt land är mycket platt. Havet är nära Revet åt sydost.  Närmaste större samhälle är Lovisa, 13,1 km nordväst om Revet. 